# Ratolí setós de Carcelén
El ratolí setós de Carcelén (Neacomys carceleni) és una espècie de mamífer rosegador de la família dels cricètids. Viu a altituds d'entre 200 i 1.885 msnm a l'est de l'Equador i l'est i nord-est del Perú. El seu hàbitat natural són els boscos humits tropicals i subtropicals. És un ratolí gros. Té el pelatge dorsal de color marró ataronjat pàl·lid i el ventral completament blanc. En un primer moment, fou descrit com a subespècie de N. spinosus i posteriorment fou classificat com a subespècie de N. amoenus. Fou anomenat en honor d'Alberto Carcelén.